# Martin Ier (roi d'Aragon)
Pour les articles homonymes, voir Martin Ier.
Martin Ier dit l'Humain ou le Vieux (en catalan Martí l'Humà, en castillan Martín el Humano), né le 29 juillet 1356 à Perpignan et mort le 31 mai 1410 au monastère Sainte-Marie de Valldonzella, aujourd'hui à Barcelone,, est, de 1396 à 1410, roi d'Aragon, comte de Barcelone, de Pallars Jussà, de Roussillon et de Cerdagne, roi de Valence, de Majorque et de Sardaigne. Il est également comte de Besalú de 1368 à 1410 et comte d'Empúries de 1401 à 1402, puis à nouveau de 1407 à 1410. À la mort de son fils Martin Ier de Sicile, qui meurt de pneumonie en juillet 1409, il lui succède en tant que roi de Sicile. Il est le dernier des souverains de la couronne d'Aragon issus de la maison de Barcelone.

## Jeunesse
Martin naît le 29 juillet 1356. Il est le second fils du roi d'Aragon Pierre IV d'Aragon le Cérémonieux et de sa troisième épouse, la reine Éléonore de Sicile, fille du roi de Sicile Pierre II.
En 1366, il a alors 10 ans, il reçoit de son père le comté de Morella, créé spécialement pour lui autour de la cité de Morella, puis en 1368 le marquisat de Camarasa, créé également par son père, ainsi que le comté de Besalú, puis le titre de sénéchal de Catalogne.
En 1364, il est promis à Maria de Luna, fille de Lope, comte de Luna, qui rejoint la cour royale d'Aragon pour être élevée auprès de la mère de Martin Ier. Les deux fiancés sont mariés en 1372, Maria de Luna apportant à son mari le comté de Xèrica.

## Politique sicilienne
En 1375 meurt la mère de Martin Ier et celui-ci hérite des prétentions à la succession du royaume de Sicile. En 1379, il renforce sa position en mariant son premier fils, Martin le Jeune, à l'héritière du trône sicilien, Marie de Sicile, fille du roi Frédéric III. Les deux enfants, Martin et Marie, étant encore très jeunes, le mariage n'est célébré qu'en 1390, mais en attendant leur majorité, Martin Ier est nommé en 1380 seigneur et régent de la Sicile.
Le père de Martin, le roi Pierre IV, meurt en 1387, laissant le trône à son fils aîné l'infant Jean. Ce dernier, devenu le roi Jean Ier, concède à son frère le duché de Montblanc. 
Marie de Sicile est alors réfugiée à Barcelone, le royaume de Sicile étant aux mains d'une coalition de puissants barons. En 1392, une expédition aragonaise réinstalle le jeune couple royal sur le trône. À la suite du couronnement de Martin et de Marie à Palerme en 1390, une partie de la noblesse sicilienne prend parti pour les prétendants d'Anjou au trône sicilien et se révolte contre les nouveaux monarques. Martin Ier se place à la tête d'une flotte et se rend en Sicile afin de réprimer l'insurrection.

## Les prétentions au trône d'Aragon
L'infant Martin devient l'héritier présomptif du trône de son frère à la mort de son neveu l'infant Pierre en 1394. C'est alors qu'il est en train de combattre les opposants qu'il apprend la mort de son frère aîné, le roi d'Aragon Jean Ier. Comme celui-ci n'a pas d'héritier mâle, Marie de Luna réclame officiellement le trône pour Martin Ier. Il doit immédiatement faire face aux prétentions du comte Mathieu de Foix-Castelbon, époux de Jeanne, fille aînée de Jean Ier.

## Règne en Aragon
En 1396, il accède au trône d'Aragon, succédant à son frère Jean Ier. Le 13 octobre 1397, Martin confirme les privilèges (fueros) à Saragosse et le 13 avril 1399 il est couronné dans cette ville. Le 26 septembre 1399, à sa demande, le Saint Calice fut transporté du monastère de Saint Jean de la Peña à la chapelle du Palais Royal (L'Aljafería) de Saragosse.

### La politique européenne
Il organise une visite royale en Corse pour soutenir son lieutenant Arrigo della Rocca, alors en lutte contre la république de Gênes pour les droits de jure de la Couronne sur l'ile. Le roi débarque dans l'ile, visite plusieurs localité comme Castello Lombardo (future Ajaccio), et confirme des droits et privilège à son vassale.
Il lance deux croisades en Afrique du Nord en 1398 et 1399. En 1400, il obtient le soutien financier des cités maritimes du royaume pour mener une expédition en Sardaigne. C'est son fils, Martin le Jeune, roi de Sicile et procureur de Sardaigne pour le compte de son père qui élimine les derniers juges d'Arborée dont Éléonore d'Arborée. C'est en Sardaigne que le roi Martin le Jeune perd la vie en 1401 ; son père hérite alors du royaume de Sicile, mais il gouverne par l'intermédiaire de la veuve de Martin le Jeune, Blanche Ire de Navarre.
Le règne est marqué par le Grand Schisme d'Occident de l'Église. Le roi Martin poursuit le traditionnel soutien aragonais du pape d'Avignon Benoît XIII, d'autant plus que ce dernier, né Pedro de Luna, est un cousin de la reine Marie. Martin intervient militairement à Avignon en 1403, Benoît XIII n'étant plus à cette date soutenu par l'Église française.

### Les crises politiques et économiques de la fin du règne
Les royaumes de la Couronne d'Aragon sont agités, au XIVe siècle, par les conflits nobiliaires ou bandositats, qui opposent les plus importantes familles de la Couronne pour des questions de pouvoir et de juridictions. En Aragon, la première faction menée par la famille des Urrea, alliés aux Heredia, aux Lihory et aux Cerdán, est en conflit avec la famille des Luna, soutenue par les Alagón, les Montcada et les López de Luna. Dans le royaume de Valence, ce sont les membres de la famille de Vilaragut qui s'opposent aux Centelles. 
En 1407, Martin Ier nomme lieutenant d'Aragon, office généralement réservé à l'héritier du trône, son beau-frère et cousin, le comte d'Urgell Jacques II. En effet, son fils, Martin le Jeune, est déjà occupé par les affaires des royaumes de Sicile et de Sardaigne. Cette nomination provoque des protestations de nombreux nobles aragonais, menés par le Justicier d'Aragon, Juan Ximénez Cerdán. Le pape Benoît XIII s'oppose également à Jacques II, car ce dernier soutient son adversaire romain, Grégoire XII. Pourtant, Martin Ier renouvelle sa confiance à Jacques II et le nomme gouverneur général de tous les royaumes de la Couronne. Doté d'un pouvoir considérable et de la confiance absolue du roi, Jacques II échoue pourtant à calmer les révoltes nobiliaires, prenant parti pour les Luna et les Vilaragut. La Catalogne et Majorque, s'ils ne connaissent pas la même crise politique, traversent cependant une grave crise économique, à la suite des coûteux conflits menés par le roi Pierre IV. 

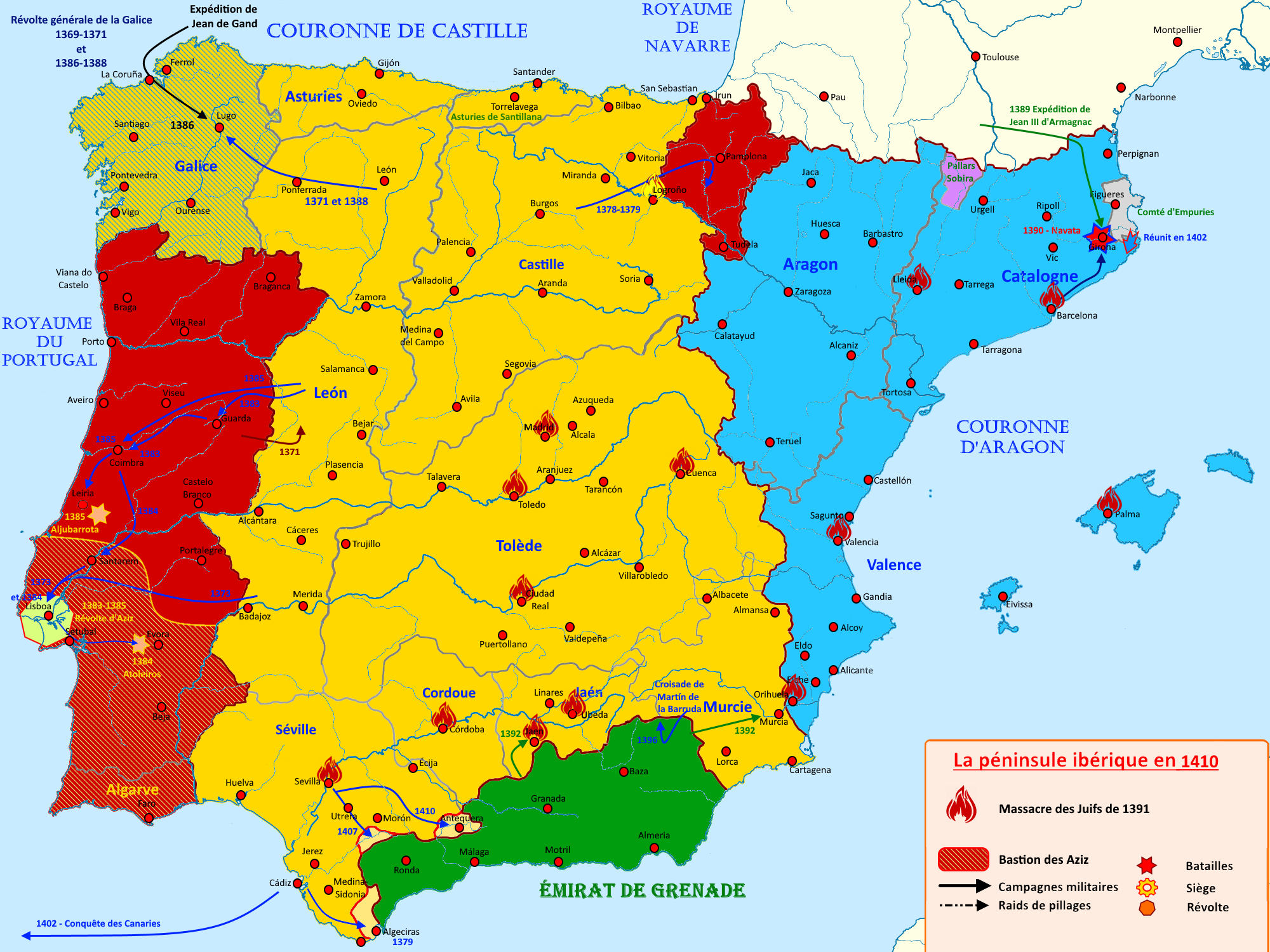
La couronne d'Aragon de 1369 à 1410

## La question de la succession
Le 25 juillet 1409, Martin le Jeune, héritier et fils unique de Martin Ier, meurt de fièvres à 33 ans dans la ville sarde de Cagliari. Sans descendance légitime, le roi décide de légitimer un des fils naturels de Martin le Jeune, qu'il a eu avec la dame sicilienne Tàrsia Rizzari : Frédéric de Luna, seulement âgé de 7 ans. Frédéric avait déjà été reconnu afin de pouvoir hériter des comtés de Luna et de Sogorbe et le 14 avril 1409, il avait été prévu qu'il puisse succéder à son père Martin le Jeune pour le royaume de Sicile. Cette stratégie de légitimation d'un fils naturel s'appuie sur des personnes importantes, en particulier le pape Benoît XIII, qui souhaite à tout prix éviter un conflit dynastique qui pourrait lui aliéner le soutien du successeur de Martin Ier, et qui est déjà lié au jeune Frédéric. Les autres partisans sont l'évêque de Huesca Domingo Ram i Lanaja, le chartreux Francisco d'Aranda et le justicier Gil Ruiz de Lihori. 
Les nobles aragonais, soutenus par Benoît XIII, Vincent Ferrier et Jacques II, pressent cependant Martin Ier de se remarier afin d'avoir un héritier légitime : en septembre 1409, Martin Ier épouse la jeune Marguerite de Prades, âgée de seulement 21 ans. Le roi envoie durant l'hiver des messages aux villes de ses royaumes pour réunir un conseil d'experts en droit qui doivent débattre de la succession, sans qu'aucune ville ne réponde. Pendant ce temps, Jacques II d'Urgell est toujours aux prises aux bandositats aragonais et valenciens, qui redoublent même. Martin Ier prend le parti du justicier d'Aragon, qui accuse Jacques II d'Urgell, mais le maintient dans ses fonctions. 
Le 29 mai 1410, Martin Ier tombe brusquement malade, alors qu'il est au monastère Sainte-Marie de Valldonzella. Le 30, à l'agonie, il a déjà du mal à s'exprimer. Dans la nuit du 30 mai, à onze heures, une délégation des Corts de Catalogne, réunies à Barcelone plusieurs semaines, se présente au monastère. Le conseiller Ferrer de Gualbes demande au roi de garantir une succession légitime, à quoi le roi répond « Hoc ! » (oui !). Il meurt au matin du 31 mai, dans la chambre dite de l'abbesse. Il confie son petit-fils, Frédéric de Luna, à Francisco de Granollacs et Antonio de Torrelles i Marc.

## Mort et succession
Cette mort déclenche une guerre de succession pour la couronne d'Aragon. L'héritier mâle le plus proche est le comte Jacques II d'Urgell bénéficiait de soutien dans la principauté de Catalogne, mais qui n'a que peu de soutien dans les royaumes d'Aragon et de Valence. Le duc d'Anjou Louis II, petit-fils du roi Jean Ier est aussi un candidat possible. Il est probable que Martin espère avec le soutien du pape Benoît XIII légitimer son petit-fils Frédéric, mais il meurt en 1410 sans désigner de successeur.
Les uns soutiennent Jacques II, comte d’Urgell, plus  proche descendant du roi par les mâles, les autres le Français Louis d’Anjou, petit-fils par sa mère du roi Jean Ier d'Aragon, les autres enfin le roi de Castille Jean II, au nom des droits de sa famille (Éléonore d'Aragon, fille de Pierre IV, avait épousé Jean Ier de Castille, mort en 1390).
La maison royale de Castille transmet ses droits à Ferdinand, fils de Jean Ier de Castille et d'Éléonore d'Aragon, et ce prince est reconnu roi sous le nom de Ferdinand Ier d'Aragon. La question dynastique avait été définitivement réglée par une conférence tenue en Aragon, le compromis de Caspe, où l’influence du pape d’Avignon Benoît XIII, désireux de se constituer une clientèle politique, avait décidé les conférenciers à choisir Ferdinand.

## Mariages et descendance
Le 13 juin 1373, il épouse Maria de Luna. De cette union naissent 4 enfants :
- Martin (c. 1375-1409)
- Jacques (né en 1378)
- Jean (né en 1380)
- Marguerite (né en 1385)

Hormis l'aîné, tous meurent en bas âge. Quand l'aîné et héritier meurt à son tour, Martin se remarie le 17 septembre 1409 avec Marguerite de Prades. Cette brève union reste sans enfants.

### Sources et bibliographie
- (ca) Armand de Fluvià (préf. Josep M. Salrach), Els primitius comtats i vescomptats de Catalunya : Cronologia de comtes i vescomtes, Barcelone, Enciclopèdia catalana, coll. « Biblioteca universitària » (no 11), avril 1989, 238 p. (ISBN 84-7739-076-2), p. 34-35
- (ca) Jaume Sobrequés i Callicó et Mercè Morales i Montoya, Contes, reis, comtesses i reines de Catalunya, Barcelone, Editorial Base, coll. « Base Històrica » (no 75), avril 2011, 272 p. (ISBN 978-84-15267-24-9), p. 142-148